# Столт, Ройне
Ройне Столт (швед. Roine Stolt; род. 5 сентября 1956, Уппсала, Швеция) — шведский гитарист, певец и автор песен, известный в первую очередь участием в популярных рок-группах Kaipa и The Flower Kings.

## Биография
Музыкальная карьера Ройне Столта началась в конце 1960-х годов, когда он стал играть на бас-гитаре в местных рок-коллективах. С 1973 года Столт начал играть на гитаре, а в 1974 — в возрасте 17 лет — стал гитаристом группы Kaipa. Вместе с группой записал первые три альбома, ездил в турне, выступал на радио и телевидении. В 1979 году Столт покинул Kaipa и основал собственную группу Fantastia, с которой записал два альбома. В 1983 году, когда группа распалась, Столт начал свою сольную карьеру. В конце 1980-х основал собственный лейбл Foxtrot Music и занимался продюсированием. Он также принимал участие в различных проектах, включая живые выступления и сессии звукозаписи с другими артистами, в самых разных стилях: от симфонического рока до более традиционного рока, фанка, поп-музыки, фолка, блюза и джаза. В рамках проекта «Stolt» в 1989 году вышел «The Lonely Heartbeat»: звучание альбома представляет собой смесь поп-музыки и сложного рока.
Став свидетелем возрождения прогрессивного рока в 1990-х годах — движения, которое отчасти зародилось в Швеции с такими группами, как Landberk и Anglagard, — Ройне Столт быстро вернулся к своей ранней любви. Пригласив барабанщика Хайме Салазар и перкуссиониста Hasse Bruniusson, они выпустили в середине августа 1994 года «The Flower King». Окрылённый теплой реакцией на альбом, он привлек брата Michael Stolt (бас-гитара, вокал) и давнего друга Tomas Bodin (клавишные) и сформировал группу The Flower Kings, которая останется его главным музыкальным проектом на долгие годы вперед.
В 1998 году он выпустил свой второй сольный альбом Hydrophonia. Это свидетельствует о большом влиянии ранних прогрессивных музыкантов, таких как Фрэнк Заппа и Стив Хоу.
В 2000 году Ройне Столт посвятил себя двум проектам — участием в супергруппе Transatlantic и возрождению коллектива Kaipa. Столт играл на гитаре и бас-гитаре в группе Стивена Хэкетта в проекте Genesis Revisited, а также записал альбом вместе с певцом группы Yes Джоном Андерсоном.
В 2013 году Столт и The Flower Kings присоединились к Нилу Морсу для совместного тура. Участники обеих групп сотрудничали для исполнения на бис песен Transatlantic, поскольку присутствовали 3 из 4 участников Transatlantic (Ройне Столт, Нил Морс и Майк Портной).
В 2015 году Столт присоединился к гастрольной группе Стива Хэкетта в качестве басиста и гитариста для Hackett's Acolyte to Wolflight с Genesis Revisited Tour.
24 июня 2016 года дуэт Столта и Джона Андерсона выпустил свой дебютный студийный альбом под названием Invention of Knowledge.
В 2017 году Столт стал одним из основателей супергруппы The Sea Within. Другие участники группы: басист Йонас Рейнгольд и гитарист Даниэль Гильденлёв, немецкий барабанщик Марко Миннеманн и американский клавишник Том Брислин. Их одноименный дебютный альбом вышел 22 июня 2018 года.

## Дискография
В этом списке перечислены только студийные альбомы.

### Kaipa
- Kaipa (1975)
- Inget Nytt Under Solen (1976)
- Solo (1978)
- Notes from the Past (2002)
- Keyholder (2003)
- Mindrevolutions (2005)

### Kaipa da Capo
- Dårskapens monotoni (2016)

### Сольные альбомы
- Fantasia (1979)
- Behind The Walls (1985)
- The Lonely Heartbeat (1989)
- The Flower King (1994)
- Hydrophonia (1998)
- Wallstreet Voodoo (2005)
- Supernal Endgame - Touch the Sky (2010)
- Manifesto of an Alchemist (2018) (как Roine Stolt's the Flower King)

### The Flower Kings
- Back in the World of Adventures (1995)
- Retropolis (1996)
- Stardust We Are (1997)
- Flower Power (1999)
- Space Revolver (2000)
- The Rainmaker (2001)
- Unfold the Future (2002)
- Adam & Eve (2004)
- Paradox Hotel (2006)
- The Sum Of No Evil (2007)
- Banks of Eden (2012)
- Desolation Rose (2013)
- Waiting for Miracles (2019)
- Islands (2020)

### Transatlantic
- SMPT:e (2000)
- Bridge Across Forever (2001)
- The Whirlwind (2009)
- Kaleidoscope (2014)
- The Absolute Universe (2021)

### The Tangent
- The Music That Died Alone (2003)
- The World That We Drive Through (2004)

### Circus Brimstone
- BrimStoned In Europe (2005)

### Agents of Mercy
- The Fading Ghosts of Twilight (2009)
- Dramarama[англ.] (2010)
- The Black Forest (2011)

### 3rd World Electric
- Kilimanjaro Secret Brew (2009)

### Джон Андерсон
- Invention of Knowledge (2016)
- TBA (2018)

## The Sea Within
- The Sea Within (2018)